# Мушкалово
Мушкалово — деревня в Кунгурском районе Пермского края, входящая в состав Неволинского сельского поселения.

## География
Деревня находится в южной части Кунгурского района менее чем в 2 километрах от деревни Тёплая на запад-юго-запад.

## Климат
Климат умеренно-континентальный с продолжительной снежной зимой и коротким, умеренно-тёплым летом. Средняя температура июля составляет +17,8 0С, января −15,6 0С. Среднегодовая температура воздуха составляет + 1,3°С. Средняя продолжительность периода с отрицательными температурами составляет 168 дней и продолжительность безморозного периода 113 дней. Среднее годовое количество осадков составляет 539 мм.

## История
Деревня известна с 1887 года как выселок Мушкалов, основанный выходцами из деревни Колпашники. До 2018 года входила в состав Тихановского сельского поселения, после упразднения которого входит в состав Неволинского сельского поселения.

## Население
Постоянное население составляло 39 человек в 2002 году (100 % русские), 80 человек в 2010 году.